# Protección
Protección é uma cidade hondurenha do departamento de Santa Bárbara.